# Louis Topič
Louis Topič, vlastním jménem Alois Topič (* 4. října 1905 Roštění – 14. března 1980 Praha) byl český tanečník, vydavatel, hudební kritik, publicista a sběratel hudebnin.

## Život
Narodil se v Roštění u Holešova do chudé rolnické rodiny. Po skončení měšťanské školy studoval na grafické škole v Brně a mezi lety 1923 - 1938 pracoval v polygrafickém průmyslu v Brně.

## Umělecká kariéra
Již od mládí se věnoval sálovému tanci, taneční hudbě a jazzu na profesionální úrovni.
Od roku 1933 byl tajemníkem taneční brněnské skupiny Roxy a hlavním vydavatelem revue Dancing, prvního československého časopisu zaměřeného na moderní tanec, taneční hudbu a jazz. Jeho spolupracovníky byli Emanuel Uggé a Joe Jenčík. Uspořádal v Praze, Brně a Bratislavě mnoho soutěží orchestrů, které byly předchůdci novodobých jazzových festivalů.
Jako tanečník vyhrál mnoho prvních cen na soutěžích po celé Evropě. Jeho nejčastější partnerkou v amatérském tanci byla Herma Gottliebová.
V roce 1938 se stal profesionálním tanečníkem a vystupoval se svou partnerkou „Lucky Star“, Jaminou Ben-Chenni z Oranu v Alžírsku a vystupoval s ní v mnoha evropských zemích. V roce 1941 vystoupil v Hamburku s orchestrem Berharda Etteho v krátkém filmu pro Union Films Praha.
Po druhé světové válce pracoval pro Grammoklub, Grammo-Revue a Radio Journal v Praze a Brně, dále přispíval do různých celostátních deníků a odborných časopisů.
Po odchodu do důchodu v roce 1965, se plně věnoval jazzu, rockové a populární hudbě. Shromáždil velký archiv sestávající ze zvukových záznamů, knih a tiskovin na toto téma.
Vystupoval v několika filmech jako komparsista: Nevinná - 1939, Kristian - 1939, jako číšník a Katakomby - 1940, jako tanečník.  
Byl čestným předsedou Československého Fanklubu Elvise Preslyho. Stejně tak, jako se zajímal o hudbu za časů svého mládí, zajímala ho hudba moderní (pop a rock) a nikdy nechyběl na koncertech významných jazzových interpretů.
Byl přítelem takových hudebníků jako byli Louis Armstrong a Stan Kenton, stejně tak i mnoha dalších, kteří v té době navštívili Československo.